# Kräuterfrau

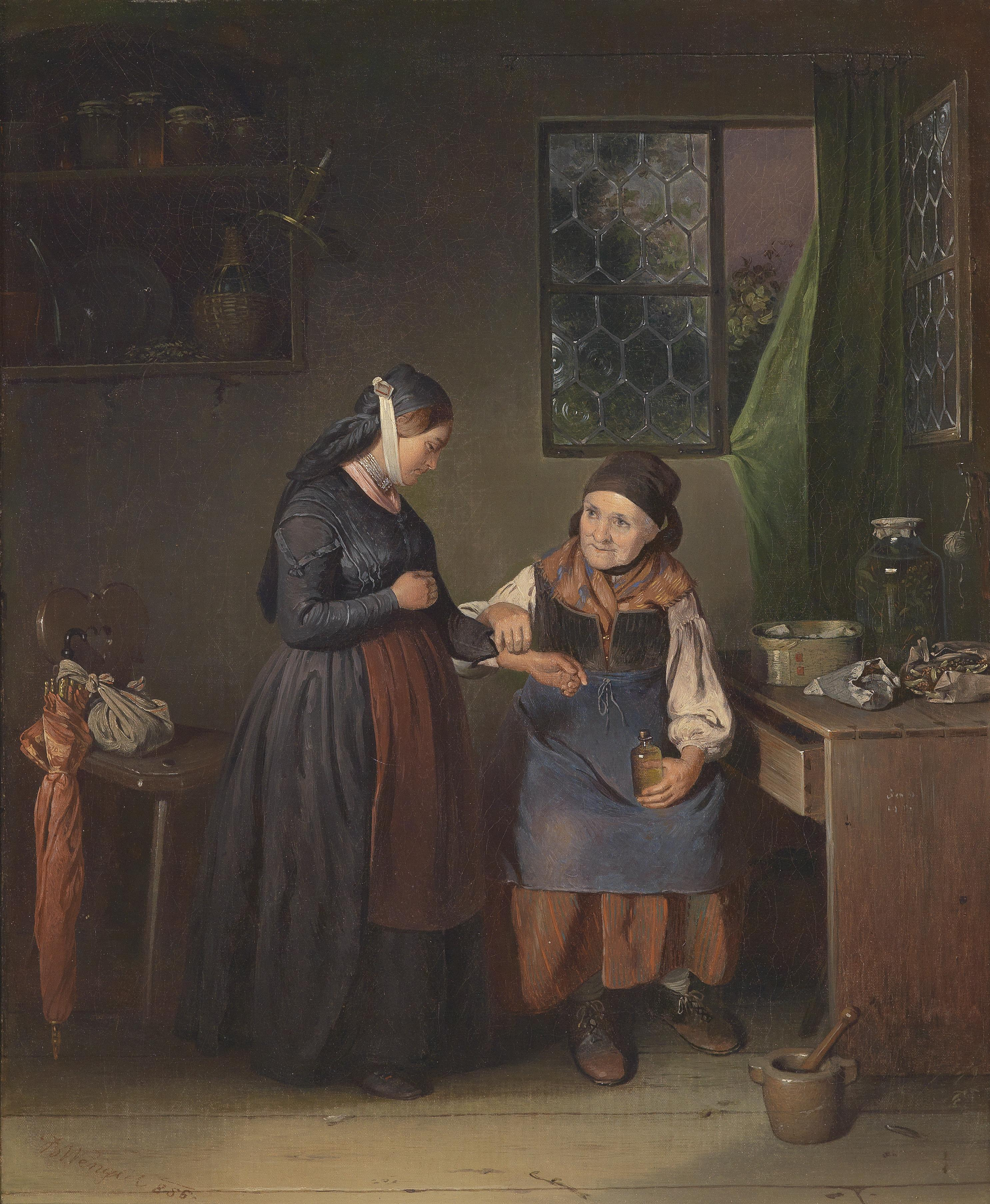
„Beim Kräuterweiblein“, Gemälde von Johann Baptist Wengler (1886)

Als Kräuterfrau (veraltet auch Kräuterweib und besonders in Märchen auch Kräuterweiblein) wird eine weibliche Person bezeichnet, die sich auf das Sammeln und Anwenden von Heilkräutern versteht. Kaspar Stieler nannte noch die lateinische Bezeichnung „herbaria“ für eine Kräuterfrau, die Kräuter suchte, damit handelte oder damit heilte. Es gab auch Kräutermänner.
Vor allem seit dem Mittelalter ist bekannt, dass Kräuterfrauen besonders bei Frauenleiden sowie in ländlichen Gegenden gefragt waren, wo keine Ärzte ansässig und ohnehin zu teuer für die unteren Gesellschaftsschichten waren. Die Apotheker ließen von Kräuterfrauen die für Arzneimittel benötigten Kräuter sammeln, doch stellten diese auch eine Konkurrenz für die Apotheken dar, weil sie ihre Kräuter und selbsthergestellten Arzneien selber verkauften.
Mythen und Märchen, die sich um die mittelalterlichen Hexen ranken, entsprangen häufig dem Gebrauch psychotroper Pilze (etwa des Fliegenpilzes) durch „Kräuterweiblein“.

## Geschichte
Wie von den alten Naturvölkern bekannt ist, seien es indigene Völker in Peru oder die Malaien, dass sie Kenntnisse über allerlei Pflanzenmittel hatten, so hatten es auch die Europäer bereits im „grauen Altertum“. Besonders waren es die weisen Frauen, später die „Kräuterfrauen“, die sich der Pflanzenkunde widmeten. Mit dem Christentum übernahmen die Klöster das Studium der Botanik und wurde Sache der Männer, Kräuterfrauen wurden nur noch geduldet.
Kräuterfrauen und -männer verkauften ihre gesammelten Kräuter an Arzneiläden und Apotheken. Obwohl die Oberschicht oft hohe Preise für ihre Kräuter zahlte, galten sie als „die Ärmsten der Armen“. Beispielsweise in der Sächsischen Medizinal- und Apothekerordnung von 1673 war die Tätigkeit der „Wurzelgräber, Kräutermänner und -weiber“ geregelt. Es drohten hohe Strafen, wenn sie „purgierende oder monatzeittreibende“ Kräuter und Wurzeln öffentlich feilboten, denn die Apotheker hätten keine Kräuter verarbeiten können, wenn die Wurzelgräber und Kräuterweiber ihr Sammelgut selbst verkauften. Schon im Mittelalter kochten Kräuterfrauen Weidenrinde auf und verabreichten den Acetylsalicylsäure-haltigen Weidensaft als schmerzstillendes Mittel.
In den Hexenprozessen waren neben Hebammen auffallend viele Kräuterfrauen unter den Opfern. Katharina Kepler soll eine Kräuterfrau gewesen sein und im Jahre 1615 wegen Hexerei eingekerkert.
Matilda Joslyn Gage (1826–1898) war eine der Ersten, die in den Hexen weise Kräuterfrauen und Heilerinnen sah, die gegen den Willen der Kirche den Schwangeren zu einer Schmerzlinderung bei der Geburt verhelfen konnten.
Der britische Arzt William Withering veröffentlichte 1785 eine Studie über Digitalis purpurea, nachdem er von der Droge des Purpurnen Fingerhutes aus den Aufzeichnungen einer alten Kräuterfrau erfahren hatte, die Wassersüchtige damit behandelte.
Alexander Tschirch berichtete 1909 über die „Drogensammler“ (die sich Kräutersammler, Wurzelgräber und Botaniker nannten), dass es zu Verwechslungen kommen konnte, beispielsweise wurde das Rhizom von Aspidium spinulosum statt des Aspidium filix gesammelt.
Karl Friedrich Mohr (1806–1879) wird folgende Aussage zugesprochen „Eine Kräuterfrau gilt dem Apotheker mehr als ein gelehrter Professor!“

## Rezeption
In dem mittelhochdeutschen Epos Kudrun hat der heilkundige Wate sein Wissen bei einer Kräuterfrau („von einem wilden wîbe“) erlernt und behandelte Wunden vornehmlich mit Kräutern und Wurzeln.
Die Goldkohlen in Ludwig Bechsteins Sagenbuch handelt von einer Kräuterfrau aus Wien, die auf dem Wunderberg verschiedene Wurzeln und Kräutern sammelte: „Tausendgüldenkraut und bittrer Enzian, Goldwurzel und Salomonssiegel, Allermannsharnisch und Teufelsabbiß, Lungenkraut und Edelleberkraut, Engelsüß und Johannisblut, Dosten und Dorand, Himmelskerzen und Herzleuchte, Farnkrautmännlein und Farnkrautweiblein und viele hundert andere Heilwurzeln und Würzkräuter“.
In Theodor Fontanes letztem Roman Der Stechlin ist die Kräuterfrau Buschen eine Nebenfigur, die wie Hoppemarieken in seinem Vor dem Sturm (Roman) über Heilpflanzen bestens informiert ist.